# Guillermo Varela
Guillermo Varela Olivera (Montevideo, Uruguay, 1993. március 24. –) uruguayi labdarúgó, a Gyinamo Moszkva játékosa.

## Pályafutása

### Penarol
A montevideói születésű Varela szülővárosa csapatában, a Peñarolban kezdte a pályafutását. A felnőttcsapatban 2011. június 5-én mutatkozott be, egy Racing Club de Montevideo elleni bajnokin, melyet 1-0-ra elvesztett csapata hazai pályán.

### Manchester United
2013 májusában Varelát kéthetes próbajátékra hívta a Manchester United, miután meggyőző teljesítményt nyújtott a 2013-as dél-amerikai ifibajnokságon.
2013. június 7-én a Manchester United bejelentette, hogy sikerült megegyeznie a Peñarollal Varela átigazolásáról. Bár a vételárat nem hozták nyilvánosságra, a hírek szerint 2,8 millió eurót fizetett érte az angol csapat. Ő lett a United új menedzserének, David Moyesnak az első igazolása. A transzfer június 11-én vált hivatalossá, amikor Varela ötéves szerződést kötött a klubbal.

### Kölcsönben
A 2014-15-ös szezont kölcsönben a Real Madrid tartalékcsapatában töltötte. A spanyol másodosztályú együttesben 33 bajnokin lépett pályára, és egy gólt szerzett, a Barakaldo CF elleni hazai bajnokin.

### Visszatérés Manchesterbe
A következő szezonban Louis van Gaal több lehetőséget adott neki. Benevezték a klub UEFA-bajnokok ligája keretébe, majd 2015. december 5-én bajnokin is bemutatkozott a felnőttek között, Paddy McNair helyére állt be csereként a West Ham United elleni bajnokin.  Három nap múlva a nemzetközi porondon is bemutatkozott, kezdőként végigjátszotta a VfL Wolfsburg elleni UEFA-bajnokok ligája csoportmeccset. 2016. április 19-én ő lőtte azt a gólt amivel a United U21-es csapata megnyerte a korosztályos bajnokságot.

### Eintracht Frankfurt
A következő szezon elején érkező José Mourinho nem számított a játékára, ezért újabb kölcsönadás következett, ezúttal a német Eintracht Frankfurthoz került egy évre. Bár egy sérülés miatt kevés lehetőséget kapott, a Frankfurt edzője, Niko Kovač nevezte volna a Német Kupa döntőjébe, és úgynyilatkozott, hogy meghosszabbítják a kölcsönszerződését, Varela a klub kérése ellenére megcsináltatott egy tetoválást, ami elfertőződött, így újra harcképtelenné vált. Fegyelmezetlensége miatt a szezon végén elköszöntek tőle.

### Vissza a Penarolba
2017. augusztus 12-én visszaigazolt nevelőegyüttesébe.

## Statisztikák
2013. augusztus 20. szerint
| Klub              | Szezon           | Bajnokság | Bajnokság | Kupa  | Kupa | Ligakupa | Ligakupa | Nemzetközi | Nemzetközi | Egyéb | Egyéb | Összesen | Összesen |
| Klub              | Szezon           | Meccs     | Gól       | Meccs | Gól  | Meccs    | Gól      | Meccs      | Gól        | Meccs | Gól   | Meccs    | Gól      |
| ----------------- | ---------------- | --------- | --------- | ----- | ---- | -------- | -------- | ---------- | ---------- | ----- | ----- | -------- | -------- |
| Peñarol           | 2010/11          | 1         | 0         | 0     | 0    | –        | –        | 0          | 0          | –     | –     | 1        | 0        |
| Peñarol           | 2011/12          | 0         | 0         | 0     | 0    | –        | –        | 0          | 0          | –     | –     | 0        | 0        |
| Peñarol           | 2012/13          | 0         | 0         | 0     | 0    | –        | –        | 0          | 0          | –     | –     | 0        | 0        |
| Peñarol           | Összesen         | 1         | 0         | 0     | 0    | –        | –        | 0          | 0          | –     | –     | 1        | 0        |
| Manchester United | 2013/14          | 0         | 0         | 0     | 0    | 0        | 0        | 0          | 0          | 0     | 0     | 0        | 0        |
| Pályafutás össz.  | Pályafutás össz. | 1         | 0         | 0     | 0    | 0        | 0        | 0          | 0          | 0     | 0     | 1        | 0        |

## Külső hivatkozások
- Guillermo Varela pályafutásának statisztikái a Soccerbase oldalon (angolul)

- Adatlapja a Manchester United honlapján